# Địa thống kê
Địa thống kê là một nhánh của địa chất học, liên quan đến việc phân tích các quá trình khai thác mỏ bằng các mô hình toán học. Địa thống kê liên quan đến việc thăm dò khoáng sản, quặng, và than, và nó ứng dụng các kiến thức của các ngành khoa học liên quan như địa chất dầu khí, địa chất thủy văn, thủy văn, khí tượng, hải dương học, địa hóa học, chiết tách quặng, địa lý, lâm học, kiểm soát môi trường, sinh thái cảnh quan, nông nghiệp (đặc biệt trong trồng trọt chính xác).
Địa thống kê giải thích không chỉ các ứng dụng của nó trong hệ thống thông tin địa lý mà còn trong các ứng dụng phân tích toán học số trong hệ dữ liệu không gian biến đổi. Dữ liệu quan trọng nhất là mô hình số độ cao (DEM), theo đó các giá trị số được chiết tách ra. Địa thống kê cũng được ứng dụng trong các nhánh khác của địa lý con người, đặc biệt liên quan đến sự phát tán dịch bệnh (dịch tễ học), thực tập lập kế hoạch kinh doanh và quân sự (hậu cần), và sự phát triển hệ thống không gian hiệu quả.

## Các phần mềm liên quan
- gslib Lưu trữ ngày 29 tháng 10 năm 2006 tại Wayback Machine là một tập hợp các hàm được viết bằng ngôn ngữ Fortran 77 (nguồn mở) thực hiện hầu hết phỏng đoán địa thống kê cơ bản và đồ thị mô phỏng
- sgems chạy trên hệ điều hành (windows, unix), phần mềm nguồn mở thực hiện hầu hết các thuật toán địa thống kê cơ bản (kriging, Gauss) cũng như các phát triển mới như địa thống kê đa điểm. Nó cũng cung cấp công cụ hiển thị 3D và thực hiện các kịch bản khác nhau python.
- gstat là mã nguồn máy tính mở dùng để lập mô hình địa thống kê đa chiều để dự đoán và mô phỏng. Chức năng của gstat cũng thay đổi theo sự mở rộng của S, hoặc là gói R hoặc thư viện S-Plus Lưu trữ ngày 8 tháng 3 năm 2009 tại Wayback Machine.
- bên cạnh gstat, R có ít nhất sáu gói khác  Lưu trữ ngày 9 tháng 3 năm 2009 tại Wayback Machine hỗ trợ địa thống kê và các lĩnh vực khác trong thống kê không gian.